# San Ignacio, Apaseo el Grande
San Ignacio är en ort i Mexiko.   Den ligger i kommunen Apaseo el Grande och delstaten Guanajuato, i den centrala delen av landet, 200 km nordväst om huvudstaden Mexico City. San Ignacio ligger 1 805 meter över havet och antalet invånare är 266.
Terrängen runt San Ignacio är platt åt sydost, men åt nordväst är den kuperad. Runt San Ignacio är det tätbefolkat, med 849 invånare per kvadratkilometer. Närmaste större samhälle är Santiago de Querétaro, 16,9 km öster om San Ignacio. Omgivningarna runt San Ignacio är en mosaik av jordbruksmark och naturlig växtlighet.